# Dżochar Dudajew
Dżochar Musajewicz Dudajew (czecz. Дудин Муса-кIант Джохар, Dudin Musa-khant Dƶoxar, ros. Джохар Мусаевич Дудаев; ur. 15 lutego 1944, zm. 21 kwietnia 1996) – czeczeński generalissimus i radziecki generał major lotnictwa, polityk i bojownik czeczeński. Prezydent Czeczenii w latach 1991–1996.

## Życiorys

### Dzieciństwo i młodość
Urodził się we wsi Pierwomajskoje (Jałchoroj), górskiej wiosce na pograniczu Czeczenii i Inguszetii, jako siódme dziecko z dziewięciorga rodzeństwa. Jako ośmiodniowe niemowlę został wraz z rodziną zesłany do Kazachstanu. Przebywał tam 13 lat.

### Służba wojskowa
W 1957 powrócił do Czeczenii i osiadł w Groznym. Po ukończeniu szkoły średniej w 1959 rozpoczął pracę jako elektryk budowlany, jednak w 1962 wstąpił do Wyższej Wojskowej Szkoły Lotniczej w Tambowie, którą ukończył w 1966 z dyplomem lotnika-inżyniera. Był prymusem i dyplom wręczył mu słynny as radzieckiego lotnictwa myśliwskiego Iwan Kożedub. Kiedy w 1971 chciał kontynuować naukę w akademii lotniczej, spotkał się z odmową. Pojechał wtedy do Moskwy i zażądał widzenia u ministra obrony. Po tygodniowym oczekiwaniu został wreszcie przyjęty przez gen. Jazowa, a gdy ten obejrzał jego dokumenty wydał natychmiastową zgodę. W 1974 Dudajew ukończył studia na wydziale dowódczym Akademii Sił Powietrznych im. Gagarina. Od 1966 służył w lotnictwie dalekiego zasięgu na Syberii, w Estonii i na Ukrainie. Po dwunastu latach kariery (w 1980) doszedł do stanowiska dowódcy pułku lotnictwa ciężkiego (dalekiego zasięgu), a w 1989 został generałem majorem lotnictwa. Był jedynym Czeczenem w armii ZSRR, który zaszedł tak wysoko w hierarchii wojskowej i otrzymał stopień generała. W latach 1987–1990 dowodził stacjonującym w Tartu (Estonia) dywizjonem bombowców Tu-22, zdolnych do przenoszenia pocisków nuklearnych. Jego zadaniem w razie ewentualnej konfrontacji z Zachodem miało być zrzucenie bomb nuklearnych na europejskie stolice.

### Prezydent Czeczenii
25-26 listopada 1990 na I Powszechnym Kongresie Narodu Czeczeńskiego został wybrany jego przewodniczącym. 6 września 1991, korzystając z zamieszania wywołanego upadkiem puczu Janajewa w Moskwie, obalił dotychczasowe władze Czeczenii i przejął władzę w republice. 27 października 1991 został wybrany na prezydenta w wyborach ocenianych przez obserwatorów jako „nie całkiem wolne” – głosił, iż uczyni Czeczenię „drugim Kuwejtem”. 1 listopada 1991 ogłosił niepodległość republiki. Po nieudanej interwencji rosyjskich komandosów ogłosił dżihad przeciwko Rosji. Jedną z pierwszych decyzji Dudajewa było danie obywatelom prawa do noszenia broni i zwolnienie z więzień wszystkich więźniów. Doprowadził do uchwalenia przez czeczeński parlament 12 marca 1992 konstytucji niepodległej Czeczenii. Rządził twardą ręką, walcząc z opozycją parlamentarną (17 kwietnia 1993 rozwiązał parlament) i nie podporządkowującymi się mu lokalnymi przywódcami. Nie był jednak w stanie opanować ogarniającego Czeczenię chaosu i ustanowić efektywnej kontroli nad krajem.
Prowadząc konsekwentnie politykę niepodległościową odmówił podpisania 31 marca 1992 umowy o powołaniu Federacji Rosyjskiej. W czasie swoich rządów bezskutecznie zabiegał o międzynarodowe uznanie niepodległości republiki. Oficjalne uznanie uzyskał tylko od Gruzji (13 marca 1992).
Rosja kilkakrotnie organizowała bezskuteczne działania militarne przeciwko Dudajewowi oraz nieudane zamachy na jego życie, m.in.:
- listopad 1991 – interwencja rosyjskich komandosów,
- marzec 1992 – czeczeńskie radio i telewizja na krótko opanowane przez siły prorosyjskie,
- maj 1993 – pierwszy zamach,
- maj 1994 – drugi zamach,
- wrzesień 1994 – atak wojsk rosyjskich na główne czeczeńskie lotnisko,
- październik 1994 – szturm prorosyjskiej grupy czeczeńskich opozycjonistów,
- listopad 1994 – atak grupy rosyjskich najemników i czeczeńskich opozycjonistów.

Latem 1994 Dudajew zaproponował za pośrednictwem Aleksandra Stierligowa, lidera Rosyjskiego Soboru Narodowego, przeprowadzenie w Groznym posiedzenia Rady Najwyższej ZSRR z udziałem Anatolija Łukjanowa i Michaiła Gorbaczowa, które dokonałaby formalnego przywrócenia ZSRR poprzez wypowiedzenie umowy o powstaniu WNP. Propozycja Dudajewa nie została zrealizowana.
11 grudnia 1994 rozpoczęła się jawna rosyjska wojskowa interwencja – na teren republiki wkroczyły rosyjskie oddziały pancerne pod dowództwem gen. Pawła Graczowa, co przysporzyło walczącemu przeciw inwazji Dudajewowi popularności i społecznego poparcia. 19 stycznia 1995 wojska rosyjskie zdobyły pałac prezydencki. Stolica upadła w końcu lutego 1995. Dudajew i jego wojsko zajęli pozycje na prowincji, gdzie generał dowodził walką partyzancką. Zginął 21 kwietnia 1996 trafiony pociskiem rakietowym podczas rozmowy przez telefon satelitarny, którą namierzył rosyjski samolot zwiadowczy.

## Upamiętnienie
Jego imieniem nazwano rondo w Warszawie na skrzyżowaniu Alei Jerozolimskich i ulicy Popularnej, oraz kilka ulic i placów w miastach Ukrainy, Litwy i Łotwy, między innymi we Lwowie, Iwano-Frankiwsku, Wilnie, Kownie i Rydze.

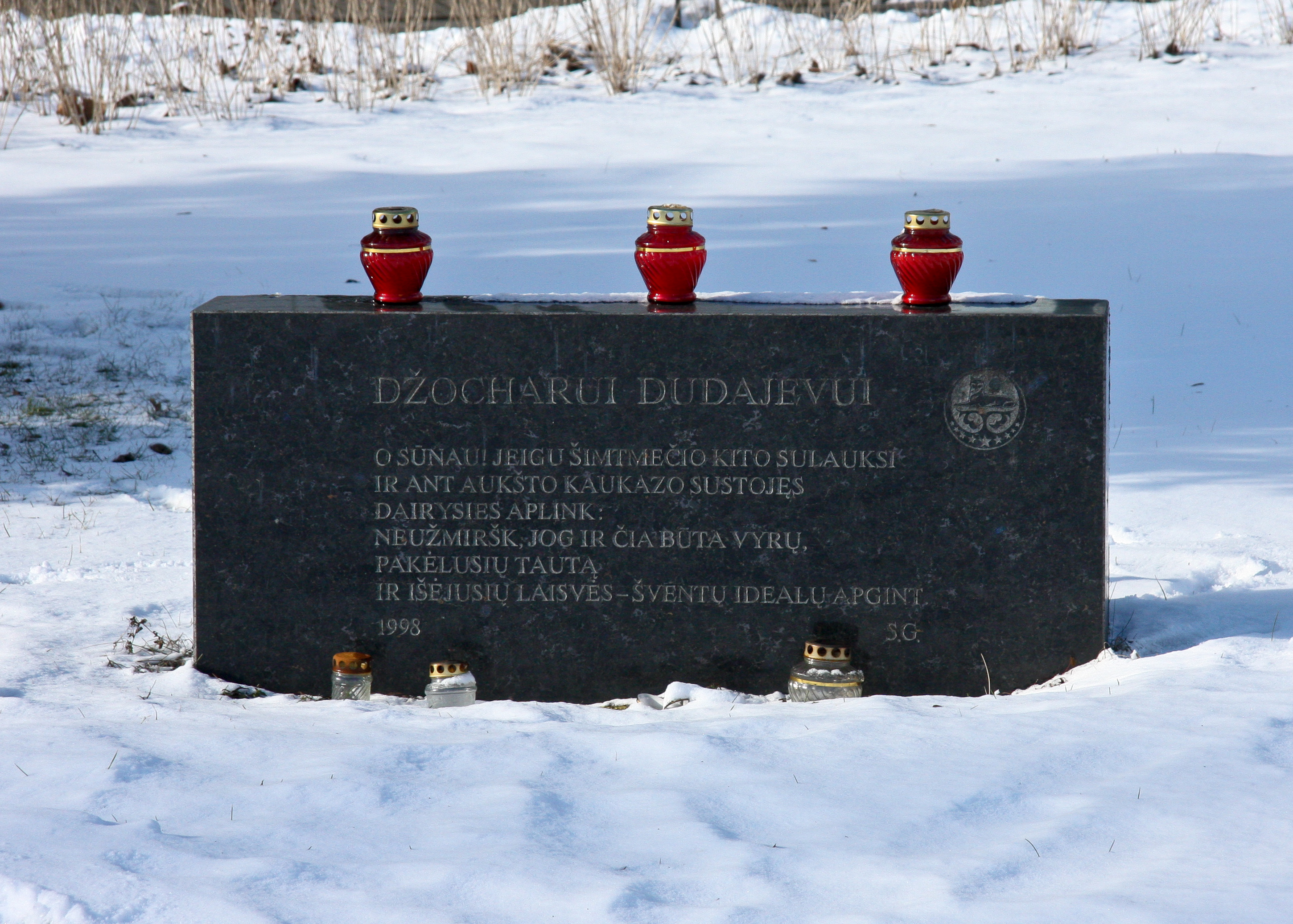
Pomnik Dżochara Dudajewa w Wilnie
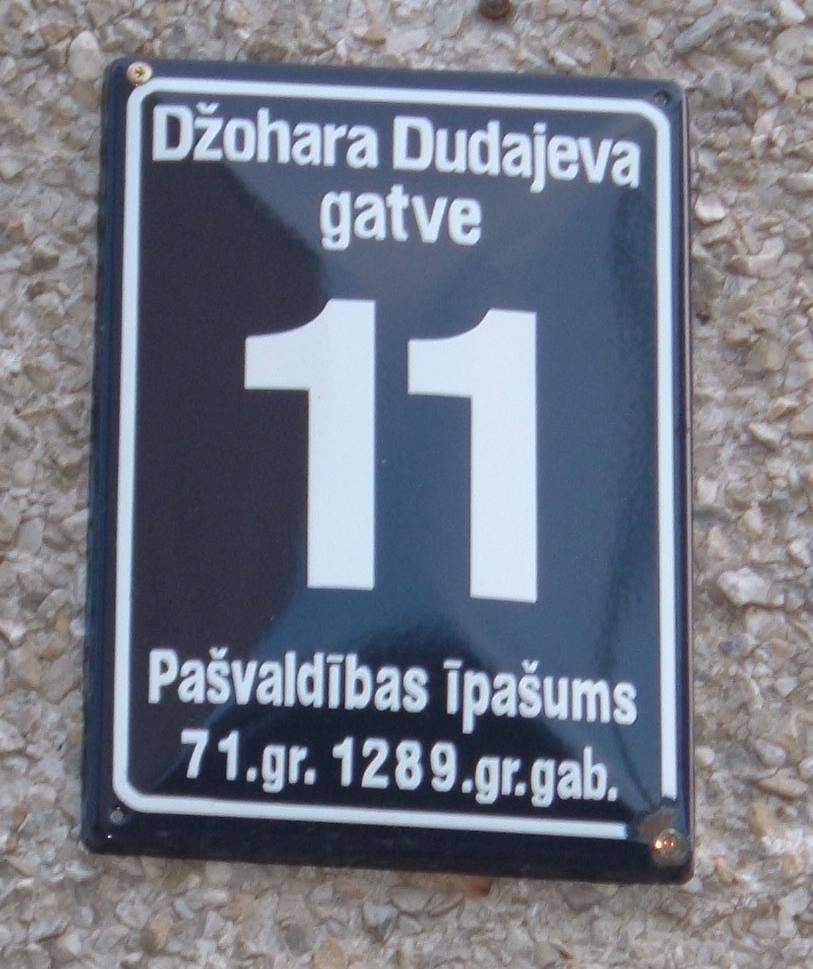
Tabliczka numerowa na alei Dżochara Dudajewa w Wilnie
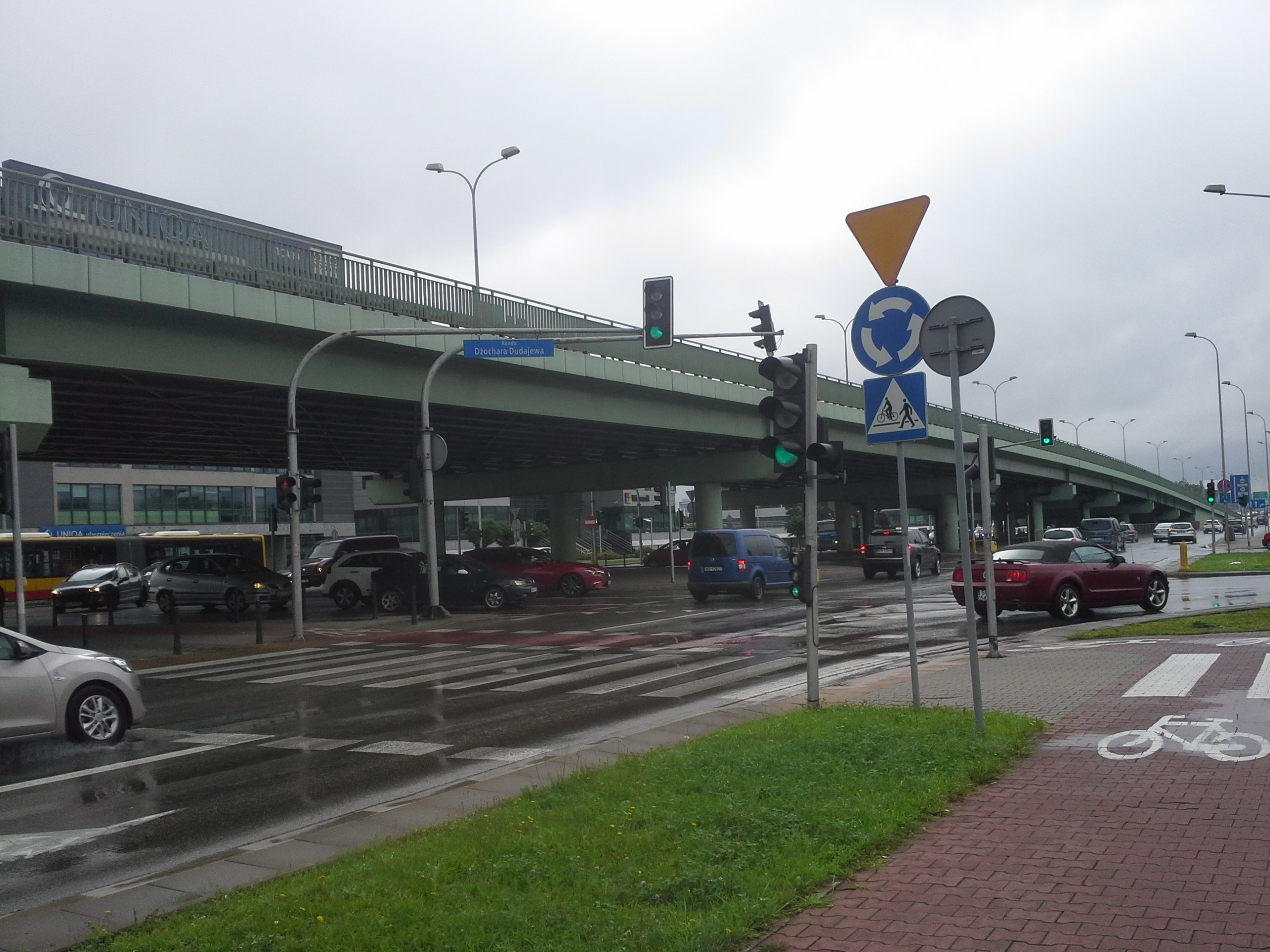
Rondo Dżochara Dudajewa w Warszawie

## Życie prywatne
W 1967 ożenił się z Rosjanką Ałłą Kulikową, córką oficera. Mieli dwóch synów – Awłura (ur. 1971) i Degi (ur. 1983) oraz córkę Danę (ur. 1974).